# Pardosa unguifera
Pardosa unguifera este o specie de păianjeni din genul Pardosa, familia Lycosidae, descrisă de F. O. P.-cambridge în anul 1902. Conform Catalogue of Life specia Pardosa unguifera nu are subspecii cunoscute.